# Alocentrismo

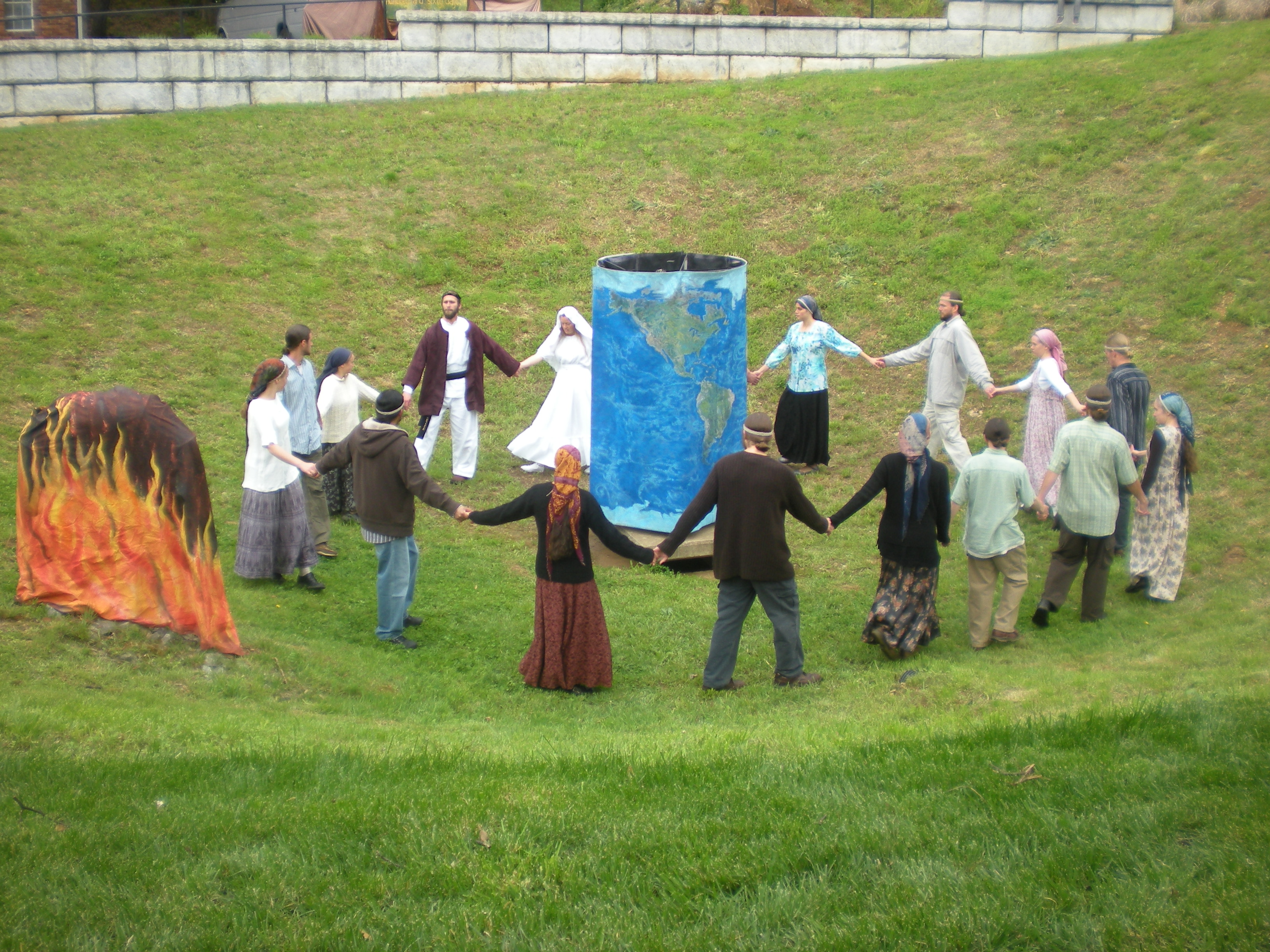
Alocentrismo é típico de culturas estruturadas em função da coletividade
seja uma família, tribo, grupos religiosos ou uma nação inteira.

Alocentrismo, (de latim ale, "outro" + grego kéntron, "ponto central") para a Psicologia, designa as pessoas que centralizam suas vidas na relação com outras pessoas, em oposição ao idiocentrismo ou egocentrismo. É mais comum em culturas com forte coletivismo, sendo um traço predominante em cerca de 60% dos habitantes nesses locais.

## Características
O indivíduo alocêntrico está sempre dependendo das demais pessoais, sem as quais imagina que não sobreviveria. Busca sempre externar aos demais aquilo que sente, seus conhecimentos e ações. Demonstra personalidade excessivamente extrovertida. Tendem a possuir um locus de controle bastante exteriorizado, ou seja, acreditar que o resultado de suas ações depende mais dos outros do que de si mesmo.

### Avaliação
Existem quatro dimensões de diferenciação entre um alocêntrico e um idiocêntrico:
- Autoconceito:  Interdependente, sua autodefinição é baseada na sua relação com o grupo;
- Metas pessoais: Dão prioridade às  metas de seu grupo social.
- Conduta: Governada  prioritariamente  por normas, obrigações  e  deveres sociais.
- Sacrifícios pessoais: Em nome dos interesses do grupo.

### Fase da vida
O alocentrismo está mais presente nas fases de pré-adolescência e adolescência, quando o indivíduo é fortemente influenciado por seu grupo social.

### Etnocentrismo
Está correlacionado ao etnocentrismo, que pode ser interpretado como racismo e xenofobia, na medida que é a rejeição de outros grupos é mais frequente entre alocêntricos. Mesmo membros desconhecidos do próprio grupo são vistos mais próximos do que co-habitantes conhecidos de grupos diferentes.

### Minorias
Minorias em países estrangeiros tendem a formar comunidades alocêntricas como estratégia de auto-defesa.